# О’Доннелл, Энрике Хосе
Энрике Хосе О’Доннелл, граф Ла-Бисбаль (исп. Don Enrique José O'Donnell, conde de la Bisbal; 1769, Кадис — 17 мая 1834, Монпелье) — испанский генерал.
За удачные действия против французов в 1810 году получил титул графа Ла-Бисбаль, но, потерпев несколько поражений, был арестован и только при восстановлении Фердинанда VII освобожден и назначен генерал-капитаном Андалусии.
В 1823 году, во время французского нашествия, О’Доннелл принял начальство над резервной армией, для защиты Мадрида; но здесь действия его были настолько двусмысленны, что чины его армии принудили его удалиться во Францию.